# En passant par la Lorraine (film)
Pour l’article homonyme, voir En passant par la Lorraine.
Pour plus de détails, voir Fiche technique et Distribution.
En passant par la Lorraine est un film documentaire français de Georges Franju sorti en 1950. 
Ce film de commande traite des perspectives offertes par le « plan Monnet » au développement de l'industrie lorraine.

## Fiche technique
- Titre : En passant par la Lorraine
- Réalisation : Georges Franju
- Scénario : Georges Franju
- Commentaire : Georges Franju, dit par Georges Hubert
- Photographie : Marcel Fradetal
- Musique : Joseph Kosma
- Montage : André Joseph
- Société de production : Forces et voix de la France
- Pays d'origine : France
- Format :  Noir et blanc - 35 mm - Son mono
- Genre : Documentaire
- Durée : 31 minutes
- Date de sortie : 1950